# Тишкино (Нижегородская область)
 Тишкино  — деревня в Шарангском районе Нижегородской области в составе  Щенниковского сельсовета .

## География
Расположена на расстоянии примерно 10 км на север от районного центра поселка Шаранга.

## История
Известна с 1891 года как починок Тишкин, в 1905 здесь дворов 21 и жителей 116, в 1926 (деревня Тишкино) 33 и 148 (мари 106), в 1950 36 и 113.

## Население
Постоянное население составляло 31 человек (мари 84%) в 2002 году, 19 в 2010.